# 具茨山

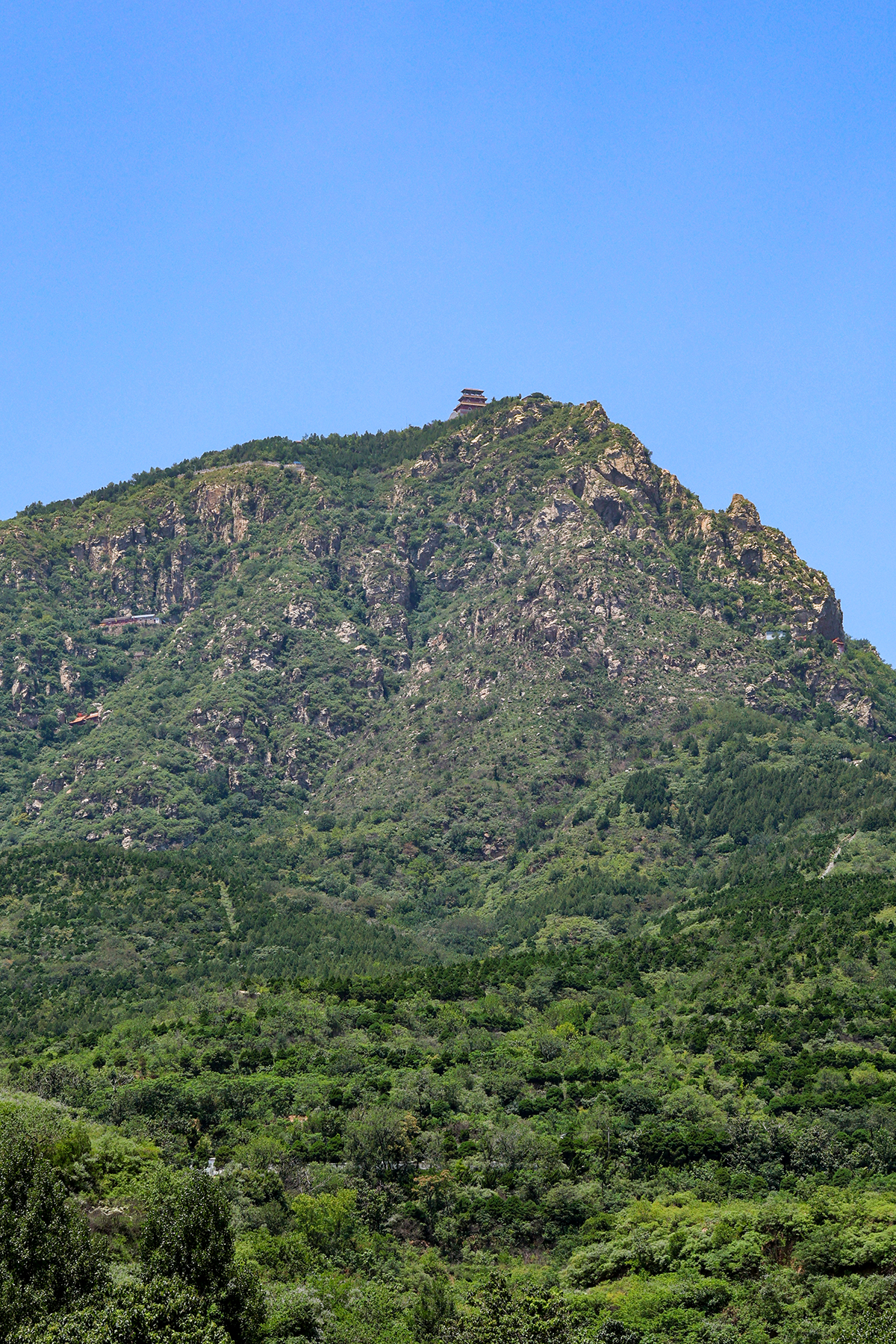
具茨山主峰风后岭

具茨山位于中国河南省中部，系伏牛山系嵩山余脉，东西走向，横亘在禹州市、新郑市、新密市三市交界处，其中80%在新郑市境内，东西长14公里，南北宽40余公里，主峰风后岭海拔1160米。

## 文献记载
- 《庄子·徐无鬼》：“黄帝见大隗于具茨之山。”
- 《画山水序》：“至于山水，质有而灵趣，是以轩辕、尧、孔、广成、大隗、许由、孤竹之流，必有崆峒、具茨、藐姑、箕、首、大蒙之游焉。”
- 《水经注》：“大騩即具茨山也。黄帝登具茨之山，升于洪堤之上，受《神芝图》于华盖童子，即是山也。”
- 《新唐书》：“许州颍川郡……初隶嵩州，贞观元年来属，龙朔二年隶洛州，会昌三年复来属。有具茨山。许昌，上。鄢陵，上。扶沟，望……”

## 重大发现
- 神秘符号：又称“神秘天书”，1988年春，摄影爱好者刘俊杰首次在该山发现了刻有不同符号的岩石，此后10年，一共发现了3000余处类似的符号遗迹[1]，但很多圖案只不過是傳統遊戲的棋盤，如五路挑夾棋、蒙古鹿棋、褲襠棋、老牛棋、直棋、爭皇帝之類的棋戲。但被誤會為天書[2]。
- 城堡遗址：2009年2月，考古人员在具茨山上，发现了一个大型城堡遗址群，该遗址群由7个中小聚落群组成，共有2000多间石屋。[3]专家认为古堡遗址群可能跟黄帝屯兵有关，或是古代某个时候某大王安扎营寨的地方。[4]
- 东方巨石阵：2009年4月，北京大学规划组在该山的风后岭、老山坪等处发现了一批巨石建筑遗迹。这些巨石建筑遗迹按照形态和结构可分为支石、叠石、列石、石棚以及用小石块排列而成的石圈、石列等，以支石和叠石为主。[5]

## 文学
- 「不必陪玄圃，超然待具茨。」（唐·杜甫）
- 「吾闻仙地多后身，安知不是具茨人。」（唐·李颀）
- 「具茨云木老，大块烟霞委。」（唐·皮日休）
- 「具茨山外夕阳多，展江亭下春波满。」（宋·韩维）
- 「缅崆峒问道，虚怀谒具茨。」（清·乾隆皇帝晏饮歌曲）
- 「常迷具茨驾，空睨老骥枥。」（近代·陈三立）

## 外部連結
[在维基数据编辑]
 《欽定古今圖書集成·方輿彙編·山川典·具茨山部》，出自陈梦雷《古今圖書集成》